# Planet Stories
Planet Stories était un pulp américain de science-fiction publié par Fiction House entre 1939 et 1955.